# The Day Before
『The Day Before』は、Fntasticが開発しMytonaより販売されたゾンビサバイバル・オンラインゲーム。文明が崩壊した世界を舞台に、プレイヤーはゾンビや他のプレイヤーと戦いながらサバイバルを行う。同作は2023年12月7日にMicrosoft Windows向けにSteamで発売された。
同作の開発は2021年に発表され、発売までにゲームエンジンの変更や商標権の問題などによって数度にわたり発売が延期された。発売後、同作は酷評を受けた。同作は発売から4日後の12月11日に販売が停止され、同作の失敗により開発元であるFntasticは閉鎖された。

## プロット
『The Day Before』は謎のウイルスによって大量のゾンビが発生して文明が崩壊した後のアメリカ合衆国東海岸を舞台とする。プレイヤーは事故で長い眠りについていたという設定で、ニューヨークを模した「ニューフォーチュンシティ」などにおいてゾンビや他のプレイヤーと戦いつつ、生存者のコロニーである「ウッドベリー」の再建を行う。

## 開発
『The Day Before』は2021年に発表された。同作はロシアのヤクーツクを拠点とするFntasticが開発し、ニュージーランドを拠点とするロシア系企業であるMytomaが販売元として提携した。Fntasticはエドワルド・ゴトフツェフとアイセン・ゴトフツェフの兄弟によって2015年に設立されたスタジオで、これまでいくつかのモバイルゲームを開発していた。
同作は2021年第2四半期に発売される予定だったが、2022年第2四半期に延期された。その後、ゲームエンジンをUnreal Engine 4からUnreal Engine 5に移行したことなどによって発売は2023年3月に延期された。2023年1月にはCES 2023に合わせて同作のゲームプレイ映像が公開されたが、その数週間後には11月に発売が延期された。この原因は、Fntasticが「The Day Before」の商標の取得申請を行っておらず、先に申請していた同名のカレンダーアプリである「TheDayBefore」が商標権侵害を訴えたことで同作のページがSteamから削除されたことだった。2023年8月には同作の関係企業から「DAYWORLD」という商標がアメリカ合衆国で出願され、ゲームタイトルの変更の可能性が報じられた。その後、2023年11月にFntasticから商標問題の解決と1ヶ月の発売延期が発表された。
『The Day Before』は2023年12月7日に早期アクセス版としてSteamで発売が開始された。早期アクセス期間は明らかになっておらず、開発元が納得できる内容になったらフルバージョンを発売し、家庭用ゲーム機版も発売予定であることが発表された。しかし同作が酷評を受けプレイヤーからの返品が相次いだことにより、発売から4日後の12月11日に同作の販売は停止され、販売元であるMytonaは全プレイヤーからの返品を受け付けると発表し、開発元であるFntasticはスタジオの閉鎖を発表した。また、同作からの収益は全て負債の返済に充てられることが発表された。

## 評価
2021年に『The Day Before』が発表されると同作はSteamのウィッシュリストにおいて1位を獲得し、数度の延期を経ても2022年年末に『ホグワーツ・レガシー』に抜かれるまで1年以上1位を位置し続けた。しかし、2023年3月に再度の延期が発表されると、コミュニティからは不満と疑念が噴出し、そもそも同作は開発されていないとも噂された。
2023年に『The Day Before』が発売されると、同作はSteamのユーザーレビューにおいて「圧倒的に不評」の評価を受けた。このゲームを薦めるプレイヤーは20%であり、販売が停止された12月11日時点でSteamのユーザーレビューで最も評価の低い作品のひとつとなった。プレイヤーからはサーバーのクラッシュやアイテムが消失するバグ、ゾンビの数が少ないことのほか、オープンワールドを謳いながら特定のエリアからの脱出を図るようなプレイが中心であること、サバイバル要素の欠如などが指摘された。プレイヤー数は発売日の約38,000人をピークに4日間で90%が減少した。内部情報とされるデータでは同作は20万本以上を売り上げたものの、およそ5割にあたる9万本以上が返品された。
IGNのGabriel Mossは、同作はこれまでプレイしたゲームのなかで最も悪い作品で、このゲームをプレイしなかった人はラッキーですらあるとして10点中1点の評価を与えた。ForbesのPaul Tassiは、同作はほぼプレイ不可能なまでに低クオリティで、ネットで笑いのネタにする価値しかなく、同作において最も評価できる点はバグの面白さであると評している。